# Vlado Janevski
Vladimir "Vlado" Janevski (makedonska: Владимир Владо Јаневски), född 27 november 1960 i Skopje, är en makedonsk popsångare och låtskrivare. 1998 blev han Makedoniens första representant i Eurovision Song Contest.
Janevski har en universitetsexamen i engelska språket och litteraturen från universitetet i Skopje. Han talar utöver makedonska och engelska även tyska, italienska och ryska. Han har spelat med band som ”Tost Sendvich" (1976), "Bon-Ton" (1986), "Fotomodel" (1989) och "Lastovica" (1992). År 1992 deltog han i Jugoslaviens sista uttagning till Eurovision Song Contest som en del av gruppen Music Box. De framförde låten Hiljadu snova och kom på elfteplats med fem poäng. Han har därefter deltagit i den vitryska tävlingen för slavisk musik, Slavjanski Bazar, 1994, 1995 och 1996. Han vann den makedonska uttagningen till Eurovision Song Contest (ESC) 1998 med låten Ne Zori, Zoro. I ESC kom han på nittonde plats med sexton poäng. Han har även skrivit texten till Makedoniens bidrag i Eurovision Song Contest 2000, 100% te ljubam, som framfördes av tjejgruppen XXL.
Janevski har skrivit låtar till framträdande artister som Tijana Dapčević, Vesna Pisarović, Toše Proeski, Karolina Gočeva, Daniel Đokić, Tamara Todevska och Martin Vučić.

## Diskografi

### Studioalbum
- Parče Duša (1993)
- Daleku E Neboto (1996)
- Ima Nešto Posilno Od Se (2002)
- Vakov Ili Takov (2004)
- Povtorno Se Zaljubuvam Vo Tebe (2006)

### Singlar
- 1998: Ne Zori, Zoro
- 2002: Nekogas i Negde
- 2002: Evergrin
- 2002: Srce Preku Neboto
- 2004: Ako Ne Te Sakam
- 2006: Povtorno Se Zaljubuvam Vo Tebe